# Pericambala cordata
Pericambala cordata är en mångfoting som beskrevs 2023 av Jiang, Shear, Ye, Chen & Xie. Arten ingår i släktet Pericambala och placeras antingen i familjen Pericambalidae eller i familjen Cambalopsidae och underfamiljen Pericambalinae. Arten förekommer i Kina.